# 红峰农场
红峰农场是位于中国广东省茂名市化州市的一个國營農場，为广东省农垦集团公司茂名分公司（茂名农垦局）下属十二家国营农场之一。所在区域列为化州市的一个类似乡级单位。

## 行政区划
下辖以下地区：
红峰农场虚拟生活区。